# ÖNORM B 8110
Die ÖNORM B 8110 des Komitees 175 „Wärmeschutz von Gebäuden und Bauteilen“ von Austrian Standards International ist das in Österreich geltende Regelwerk für Fachleute auf dem Gebiet der Planung und Bewertung von Wärmeschutzkonstruktionen und Wärmeschutzmaßnahmen im Hochbau. Dieses Österreichische Regelwerk ist mit den entsprechenden Normen auf Europäischer (CEN) und Internationaler Ebene (ISO) harmonisiert.

## Aufbau
Die ÖNORM B 8110 „Wärmeschutz im Hochbau“ umfasst folgende Teile (Stand November 2024):
- Teil 1: Deklaration des Wärmeschutzes von Niedrig- und Niedrigstenergiegebäuden – Ausgabe 1. November 2011 (Zurückziehung: 15. Juni 2016)
- Teil 2: Wasserdampfdiffusion, -konvektion und Kondensationsschutz – Ausgabe 1. Jänner 2020
  - Beiblatt 1: Formblatt für die Temperatur- und Wasserdampfdiffusions-Berechnung – Ausgabe 1. Juli 2003 (Zurückziehung: 1. Februar 2022)
  - Beiblatt 2: Massive Baukonstruktionen – Beispiele zur Vermeidung von Oberflächenkondensation – Ausgabe 1. April 1997
  - Beiblatt 3: Leichte Baukonstruktionen – Beispiele zur Vermeidung von Oberflächenkondensation – Ausgabe 1. Juni 2004
  - Beiblatt 4: Hinweise zur Vermeidung von Feuchtigkeitsschäden durch raumklimatische Einflüsse – Ausgabe 1. September 2003
- Teil 3: Ermittlung der operativen Temperatur im Sommerfall (Parameter zur Vermeidung sommerlicher Überwärmung) – Ausgabe 1. Juni 2020
- Teil 4: Betriebswirtschaftliche Optimierung des Wärmeschutzes – Ausgabe 15. April 2024
- Teil 5: Klimamodell und Nutzungsprofile – Ausgabe 1. März 2024
- Teil 6-1: Grundlagen und Ermittlung des Heizwärmebedarfs und des Kühlbedarfs – Ausgabe 1. März 2024
- Teil 6-2: Validierung des Heizwärmebedarfs und des Kühlbedarfs – Ausgabe 1. März 2024
- Teil 7: Tabellierte wärmeschutztechnische Bemessungswerte – Ausgabe 15. März 2013
- Teil 8: Tabellierte wärmeschutztechnische Bemessungswerte von Bauteilen – Ausgabe 1. April 2017

## Anwendungsbereich
Die ÖNORM B 8110 hilft dem Planer, Errichter und Nutzer von Gebäuden, den (innen)raumklimatischen Zweck von Gebäuden möglichst gut und möglichst wirtschaftlich zu erreichen. Teil 4 ermöglicht überdies, die Instandhaltung, die Instandsetzung, den Abbruch und die Wiederherstellung der bebauten Fläche in die Ausschreibung und Auswahl von Bauleistungen einfließen zu lassen.

## Geschichte der Wärmeschutznormung
Wärme ist im Gebäudebereich in zweierlei Hinsicht eine planungs- und betriebsrelevante Größe. Einerseits kann sie für die Nutzung zugeführt werden müssen (Beheizung), andererseits kann die Notwendigkeit bestehen, Wärme abführen zu müssen, um den Zweck von Gebäuden erfüllen zu können (Kühlung). Für eine wirtschaftliche Erfüllung dieser Aufgaben muss das Gebäude selbst auch einen Beitrag leisten. Die Zweckerfüllung wird dann durch die Heizungs- bzw. Kühlungsanlagen der Gebäude bewerkstelligt. Dabei ist zu beachten, dass die Heizungs- und Kühlungskosten über den gesamten Nutzungszeitraum betrachtet meist den überwiegenden Anteil aller Kosten bilden, die durch das Gebäude verursacht werden („Life-cycle-cost“).
Mit der zunehmenden Verknappung und dem damit verbundenen Preisanstieg der dafür einzusetzenden Energie entstand ein vielfältiges Angebot an Baustoffen und Baukonstruktionen, die den möglichst effizienten Einsatz von Energie im Gebäudebereich beabsichtigten.
Für die in diesem Bereich tätigen Fachleute entstand in der Folge im Österreich ein Regelwerk zur Unterstützung der Planung und Ausführung möglichst energieeffizienter Bauwerke.

## Zielkonflikte bei der Wärmeschutznormung
Die Arbeit des Fachnormenausschusses und des ON-Komitees war und ist von Auseinandersetzung über die Grundsatzfrage geprägt, ob die erarbeiteten Normen nur einen Mindeststandard oder eine – eventuell stufenweise – zu erreichende Soll-Qualität des Wärmeschutzes (wie etwa im früheren System der Wärmeschutzgruppen) festlegen sollen. Dazu bestehen unterschiedliche Interessen einzelner Gruppen der Baustoffindustrie. Ebenso haben die Vertreter der Errichter der Bauten oft andere Zielvorgaben als die Vertreter der (späteren) Nutzer.

## Auswirkungen der Wärmeschutznormung

### Baugeschehen
Für Bauherren, Planer und Bauausführende bildet die ÖNORM B 8110 ein Hilfsmittel für die tägliche Arbeit. Die Norm regelt auch die Ermittlung der technischen und wirtschaftlichen Werte, die in die Berechnungen Eingang finden. Durch die inzwischen in großer Zahl angebotenen normgerechten Computerprogramme ist der Aufwand für Berechnungen und Nachweise praxisgerecht geworden.

### Baubehörden
Die ÖNORM B 8110 kommt bei der überwiegenden Zahl der baurechtlichen Genehmigungsverfahren zur Anwendung. Auch in den gerichtlichen Auseinandersetzungen in der Schimmelpilzproblematik ist die ÖNORM B 8110-2 oft das entscheidende Kriterium für die Ursachenfindung.

### Immobilienbranche
Die ÖNORM B 8110-1 bildete die normative Grundlage für den Energieausweis. Dieser findet inzwischen Eingang in die Immobilienbranche vieler europäischer Länder.

### Energie- und Wirtschaftspolitik
Mit Förderprogrammen für die Energieeffizienz von Gebäuden beabsichtigen staatliche Stellen, sowohl vereinbarte Klimaziele zu erreichen, als auch die gebäudebedingten Energiekosten zu Gunsten der Nutzer und der Binnenwirtschaft so weit wie möglich zu senken. Die ÖNORM B 8110-4 ermöglicht eine diesbezügliche betriebswirtschaftliche Optimierung des Wärmeschutzes. Volkswirtschaftlich gesehen ermöglicht diese Norm die Bereitstellung der Datenbasis für die verschiedenen Szenarien der staatlichen Energiepolitik.